# Lobke de Boer
Pour les articles homonymes, voir De Boer.
Lobke de Boer, née le 5 novembre 1997 à Amsterdam,, est une actrice, réalisatrice et productrice néerlandaise.

## Filmographie

### Actrice

#### Cinéma et téléfilms
- 2010 : Verborgen verhalen (nl) : Alexandra
- 2010 : Docklands : La sœur
- 2011-2012 : Hoe overleef ik? (nl) : Esther
- 2012 : Bowy is inside : Mandy
- 2012-2013 : Spangas : Philine van Soetenhorst
- 2013 : Soof (nl) : Sascha
- 2013 : Ga Langs Start : Tanja
- 2014 : Paradise9 : Fien Altena
- 2015 : Noord Zuid (nl) : Roos van Randwyck
- 2016 : Land van Lubbers (nl) : Moniek
- 2016 : Prédateur : Meisje Boerderij
- 2016 : Soof 2 (nl) : Sascha
- 2016 : De vloek van manege Pegasus (nl) : Nena
- 2017 : Suspects : Mirjam Pasveer

### Réalisatrice
- 2016 : Wisten wij veel

### Productrice
- 2018 : As

## Théâtre
- 2015-2016 : De Gelukkigste Dag